# Municipio de Eagle (condado de Vinton)
El municipio de Eagle (en inglés: Eagle Township) es un municipio ubicado en el condado de Vinton en el estado estadounidense de Ohio. En el año 2010 tenía una población de 704 habitantes y una densidad poblacional de 8,32 personas por km².

## Geografía
El municipio de Eagle se encuentra ubicado en las coordenadas 39°19′46″N 82°42′43″O / 39.32944, -82.71194. Según la Oficina del Censo de los Estados Unidos, el municipio tiene una superficie total de 84.61 km², de la cual 84,18 km² corresponden a tierra firme y (0,51 %) 0,43 km² es agua.

## Demografía
Según el censo de 2010, había 704 personas residiendo en el municipio de Eagle. La densidad de población era de 8,32 hab./km². De los 704 habitantes, el municipio de Eagle estaba compuesto por el 97,59 % blancos, el 0,28 % eran afroamericanos, el 0,43 % eran amerindios, el 0,57 % eran asiáticos y el 1,14 % eran de una mezcla de razas. Del total de la población el 0,57 % eran hispanos o latinos de cualquier raza.